# Jean Ducret (1750-1807)
Jean Ducret (Jean Ducret de Langes), né le 26 janvier 1750 à Lyon, mort le 15 avril 1807 à Tournus, est un ecclésiastique et homme politique français. En 1789 il est élu aux États généraux par le clergé du bailliage de Mâcon.

## Biographie
Jean Ducret, est né à Lyon d'une famille originaire de Thoissey dans la Dombes. Son père, seigneur de Langes, auditeur à la chambre des comptes est anobli en 1770. Diplômé bachelier en Sorbonne, puis vicaire de son oncle curé à Tournus, Jean Ducret succède à celui-ci en 1777 : curé de la paroisse de Saint-André de Tournus, il est archiprêtre de Tournus et administrateur de l'hospice de la Charité de la ville. Le 27 mars 1789 il est élu député aux États généraux par le clergé du bailliage de Mâcon. L'adversaire qu'il bat lors de cette élection est monseigneur Moreau, évêque de Mâcon. Comme dans le bailliage voisin de Chalon, le bas-clergé, rallié aux réformes, triomphe du haut-clergé. Le 19 juin 1789 à Versailles, il fait partie des 148 membres du clergé qui rejoignent le tiers-état. Député obscur, il rentre à Tournus après son mandat. En 1792 il prête serment à la Constitution, ce qui ne l'empêche pas d'être poursuivi et arrêté comme suspect l'année suivante. Il est libéré en 1794. Il se consacre ensuite à l'administration des Hospices
En 1803 il est membre du conseil de fabrique de Tournus et conseiller municipal.